# C/2015 G2 (MASTER)
C/2015 G2 (MASTER) — одна з довгоперіодичних параболічних комет. Ця комета була відкрита 7 квітня 2015 року; блиск на час відкриття: 10.7m. Комета була відкрита на в R-фільтрі зображенні, отриманому P. Balanutsa et al. за допомогою MASTER (Mobile Astronomical System of the Telescope-Robots) 0.4-m f/2.5 рефлектора Астрономічної обсерваторії ПАР. При відкритті комета мала дуже яскраву кому діаметром майже 3 кутових хвилини й хвіст ≈ 15 кутових хвилин з позиційним кутом PA 253.